# 全日本美容業生活衛生同業組合連合会
全日本美容業生活衛生同業組合連合会（ぜんにほんびようぎょうせいかつえいせいどうぎょうくみあいれんごうかい、全美連）は全国47都道府県の美容業生活衛生同業組合連合会の全国組織。

## 沿革
昭和32年6月「環境衛生関係営業の運営の適正化に関する法律」が施行された。同法に基づき都道府県ごとの組合の中央連合体として日本美容師会、全国美容連盟、美容師行政連盟が統合し、同年11月に発足、昭和33年3月25日に厚生大臣（現厚生労働大臣）に認可され設立。

## 概要
各都道府県の会員数の総計は8万軒を超える美容業界最大の団体である。美容業標準営業約款制度（Sマーク）の推進や、全日本美容技術選手権大会開催、2年に1度開かれる世界理容美容技術選手権大会への日本代表選手の派遣を行っている。

## 関連団体
- 同連合会の関連団体には美容師養成施設で指導を行っている全日本美容講師会がある。